# Gumós nadálytő
A gumós nadálytő (Symphytum tuberosum) a borágófélék (Boraginaceae) családjába tartozó, alig 50 centiméter magas, gumósan vastagodott, vízszintesen kúszó gyöktörzzsel rendelkező növény. Nem védett.

## Élőhely
Gyertyán- és bükkelegyes, illetve tölgyes erdőkben.

## Jellemzők
- Virágai halványsárgák, április-májusban virágzik.
- A levelek tojásdadok, vagy széles lándzsásak.
- A szár éles.

## Hasonló faj(ok)
A fekete nadálytő sárgásfehér virágú (subsp. bohemicum) alakjával téveszthető össze, de annak gyöktörzse függőleges, levelei a szárra szélesen lefutók és élőhelye is más, mocsarak, nedves rétek.